# Olivier Bauza
 (mai 2023).
Il peut être nécessaire de l'améliorer pour respecter le principe de neutralité de point de vue. Veuillez consulter la page de discussion pour plus de détails.

Pour les articles homonymes, voir Bauza.
Olivier Bauza est un auteur de bande dessinée né à Marseille le 16 février 1970. 

## Biographie
Il est l'auteur de titres humoristiques comme Superpépette, Loana Jones ou Mon papa à moi ! et réalistes comme Cézanne, un rebelle en Provence ou Dinia, aux portes de Théopolis.
Son premier album, Vestiges, date de 1995. Il est préfacé par Pierre Magnan, et aura pour thème des légendes de Provence.
S’ensuivront deux nouvelles BD, Baladins et Jadis, toujours sur le thème de la Provence, qui sortiront en 1998 et 2001.
Il réalise ensuite une bande dessinée sur la vie du peintre Paul Cézanne, dans la perspective du centenaire de sa mort en 2005, sous le titre Paul Cézanne, un rebelle en Provence.
Il décide en 2006 de s'orienter vers un style plus comique et propose sur Internet les aventures de Superpépette, publiée ensuite dans le magazine Spirou-Hebdo. Un album est publié en 2009 chez JC Gawsewitch pour Gallimard jeunesse.
En 2008, Pif-Gadget publie régulièrement les aventures de Loana Jones, une petite aventurière malchanceuse.
Toujours en 2008, il découvre des écrits de son grand-père, soldat déporté au Stalag 17 en Autriche et propose ce témoignage aux éditions GénéProvence : Journal des années de guerre.
En 2010, Olivier Bauza crée un livre jeunesse en relief, racontant les mésaventures d'Argos, chien d'Ulysse.
Il réalise en 2012 la BD Bienvenue chez les provençaux, qui décrit avec humour les multiples expressions du sud de la France.
Son père étant impliqué dans la vie politique de sa ville, il imagine en 2013 une BD sur les déboires des élus locaux pendant les élections municipales, intitulée Scrutin à la provençale.
En 2018, il scénarise et dessine Mon papa à moi !, une BD humoristique sur les relations père/fille.
En 2019, il édite Fœtus Park, voyage au ventre de la mère, grâce à un financement participatif via la plate-forme Ulule.
C’est en 2021 qu’il scénarise À la poursuite des cigales d’or, une BD qui met en lumière les richesses culturelles des Alpes-de-Haute-Provence. 
Il travaille régulièrement pour des journaux régionaux comme L'Espace Alpin et Haute-Provence Info. 
Olivier Bauza intervient également régulièrement dans les écoles, collèges, lycées, bibliothèques et maisons d'arrêt de la Région Sud afin d'y donner des cours de BD, ou organiser des débats sur la liberté d'expression.

## Publications

### Albums BD humoristiques
- Superpépette[1], 2009, texte et dessins, Jean-Claude Gawsewitch Éditeur.
- RIP Gadget-Loana Jones, 2009, collectif, texte et dessins, Pif éditions.
- Bienvenue chez les Provençaux, 2011, texte et dessins, éditions De Borée.
- Scrutin à la provençale, tome 1 : Je vous salue, mairie !, 2013, texte, dessins de David Ballon, éditions Artis.
- Envies d'ailleurs[2], inédits de Superpépette, collectif, 2014, éditions du Chat. Album nommé au festival d’Angoulême 2015, catégorie "BD alternative"
- L'humeur de Loule, 2016, texte et dessins avec la collaboration d'Alexandre Jean. Artis édition, HPI production.
- Scrutin à la provençale, tome 2 : La gloire de mon maire[3], 2017, texte, dessins de David Ballon, éditions Artis.
- Mon papa à moi !, 2018, texte et dessins, Jean Marie Desbois éditeur.
- Fœtus Park, 2019, texte et dessins, éditions Artis.
- À la poursuite des cigales d'or 2021 en collaboration avec David Ballon, éditions Artis.
- la coursejado di cigalo d'or 2021, version provençale,en collaboration avec David Ballon, éditions Artis.
- Mon papa à moi !, 2023, édition augmentée. Texte et dessins, éditions Artis
- Les 7 trésors de la Cabre d'Or , 2024, en collaboration avec David Ballon, éditions Artis.

### Albums BD réalistes
- Vestiges, légendes de Haute-Provence, 1994, texte et dessins, éditions Synopsis.
- Baladins, voyage au cœur de la Provence, 1996, texte et dessins, éditions  Artis.
- Jadis, contes et légendes de Provence, 2000, texte et dessin, éd. Artis.
- Paul Cézanne, un rebelle en Provence, 2005, dessins avec David Ballon, texte d'Alain Exiga, éditions Cerises & Coquelicots.
- Dinia, aux portes de Théopolis[4],[5], 2013, texte et couleur, dessins de David Ballon, 2013,éditions Cinerzo.

### Albums jeunesse
- Cumulus, petit nuage au grand cœur, 2004, texte et dessins, éditions Artis.
- L’Odyssée d'Argos, le chien d'Ulysse, 2010, texte et dessins et 3D, éditions Ascent/Calu.
- Les contes de La Tour-d'Aigues, 2012, collectif avec les élèves de CM2, éditions Jean Marie Desbois.
- Les enquêtes de La Tour-d'Aigues, 2013, collectif avec les élèves de CM2, éditions Jean Marie Desbois.
- Jeux d'Afrique, 2012, illustrations, éditions Le Sablier.
- Les chants kanaks du papayer. Collaboration sur quelques illustrations avec Marie-Pierre Aiello. 2016, éditions Parole
- Les histoires fantastiques de La Tour-d'Aigues, 2014, collectif avec les élèves de CM2, éditions Jean Marie Desbois
- Forcalquier, terre plurielle, 2019, participation à l'ébauche du projet, DRAC PACA.
- Lumières dans la nuit, 2020, réalisation d'une BD sur le vivre-ensemble pour la mairie de Manosque et Manosque Fraternité.
- À l'ombre de l'arbre de vie, 2021, réalisation d'une BD sur le vivre-ensemble pour la mairie de Manosque et Manosque Fraternité.
- Les Arts, fragments d’un paradis , 2022, réalisation d'une BD sur le vivre-ensemble pour la mairie de Manosque et Manosque Fraternité.
- Le chemin du pardon, 2023, réalisation d'une BD sur le vivre-ensemble pour la mairie de Manosque et Manosque Fraternité.
- Léna et Tobi ont disparu, 2023, collectif avec les élèves de Beaumont-de-Pertuis.
- Un monde meilleur pour demain, 2024, collectif avec les élèves de Beaumont-de-Pertuis.

### Albums témoignage
- César Ferrigno, Journal des années de guerre, de Marseille au stalag 17, 2011, Interview, éditions GénéProvence.
- Aux enfants des Hautes terres, livre 1, 2012, illustrations, Éditions Les Hautes Terres de Provence.
- Aux enfants des Hautes terres, livre 2, 2012, illustrations, Éditions Les Hautes Terres de Provence.
- Aux enfants des Hautes terres, livre 3, 2013, illustrations, Éditions Les Hautes Terres de Provence.
- Aux enfants des Hautes terres, coffret, 2013, illustrations, Éditions Les Hautes Terres de Provence.
- Attention, je pique ! 2017, illustrations, Éditions Jean Marie Desbois
- C'est reparti comme en 40 !, 2025 Illustrations, avec JY Royer, JP George et D Ballon, Mairie de Forcalquier/Artis.  Ce livre a obtenu le LABEL MISSION LIBÉRATION de l’État en 2025.

### Activités diverses
- Dessins de presse pour HPI, l'Espace Alpin, le Méridional, l'UDE.
- Dessins humoristiques pour Spirou Hebdo, Lanfeust Man, Pif Gadget, La CGT, le SPAEN.
- Prestations graphique pour l'agence Oyopi, Castel Afrique, l'Occitane, Le SPIP 04 et 05, Chanel, Le CEA, les casernes de pompier de Gréoux les Bains, Volx/Villeuneuve, La Tour d'Aigues...
- Interventions sur la BD, le dessin et la liberté de la presse : Ecoles, Lycées, Bibliothèques, Maisons d'arrêts.
- Illustrations pour le "Séminaire Qualité Bière", Lausanne, Suisse, 2025, Castel Afrique.